# Ахиллейон (Фессалия)
Ахиллейон (греч. Ἀχίλλειον) — археологический памятник, поселение эпохи раннего неолита в Фессалии (Греция). Поселение частично раскопала Мария Гимбутас, которая заявила, что в ходе раскопок обнаружила слои эпохи докерамического неолита, подобные обнаруженным при раскопках памятника Аргисса-Магула, хотя её интерпретация и оспаривается из-за небольшого объема раскопок.